# Ghosted (film)
Ghosted è un film del 2023 diretto da Dexter Fletcher.

## Trama
In un mercato contadino di Washington, la solitaria Sadie incontra Cole, un venditore che cerca l'amore. Hanno un piacevole appuntamento notturno, che culmina con il sesso. Cole torna a casa ma i suoi messaggi a Sadie rimangono senza risposta; sua sorella sospetta che lei lo stia ghostando, ma i loro genitori lo convincono a sorprendere Sadie a Londra, dopo averla rintracciata tramite un localizzatore sul suo inalatore che ha accidentalmente lasciato nella sua borsa.
A Londra, Cole viene rapito e condotto in Pakistan da trafficanti d'armi che lo credono essere il leggendario agente della CIA "il taxman". Prima che possa essere torturato con insetti per estrarre un passcode, viene salvato da Sadie, che si rivela essere il taxman. Dopo un inseguimento attraverso il Khyber Pass, sfuggono ai rapitori di Cole, che lavorano per Leveque, un agente dell'intelligence francese caduto in disgrazia che vende un'arma biologica rubata chiamata "Aztec", per la quale ha bisogno del passcode.
Raggiungendo una città vicina, Cole e Sadie discutono delle loro bugie e incontrano Marco, il suo vecchio contatto ed ex amante, che avverte Cole che Sadie si preoccupa più del successo di una missione che della vita dei suoi ragazzi e accetta di portarlo a casa. Il loro piano viene interrotto da un gruppo di cacciatori di taglie dopo che Leveque ha messo una taglia sulla testa di Cole; Marco viene ucciso, ma i cacciatori si uccidono tutti a vicenda. Apprendendo che Leveque sta cercando il passcode, Sadie è determinata a recuperare Aztec usando Cole come esca.
Sadie consegna Cole a Leveque, che lascia il suo scagnozzo Wagner su un aereo con Sadie, Cole e la custodia chiusa contenente Aztec. La loro copertura salta quando Wagner scopre una foto dei due a letto insieme sul telefono di Cole, ma Cole si mette in salvo con il paracadute con l'Aztec e Sadie ferita. Atterrando sull'isola di Socotra, usa le sue conoscenze agricole per curarla, riconnettendosi con lei nel processo. Cadono in un'imboscata da parte degli uomini di Leveque e Wagner scappa con il caso mentre Cole e Sadie vengono salvati dai marines americani.
Al quartier generale della CIA, Sadie viene sospesa per aver perso l'Aztec e cerca di scusarsi per aver messo in pericolo Cole, ma è ferito soprattutto dal suo impegno per la sua missione. Aiuta a decifrare il passcode e accetta di continuare a mascherarsi da taxman, attirando Leveque con un'offerta per venderlo.
Leveque incontra Cole in un ristorante girevole con il suo acquirente per Aztec, il signor Utami, e fa uccidere gli agenti che monitorano Cole. Sadie arriva, ripristinando la fiducia di Cole in lei, e vende invece il passcode al signor Utami per $ 10 milioni. Usa immediatamente i soldi per piazzare una taglia su Leveque, e improvvisamente vengono circondati da cacciatori di taglie.
Scoppia uno scontro a fuoco, danneggiando il meccanismo girevole e facendo girare il ristorante ad alta velocità. Leveque spara a Utami e Cole uccide
Wagner gettandolo nel meccanismo. Sadie riesce a mandare Leveque a schiantarsi contro una finestra fino alla morte e salva per un pelo l'Aztec. Riaccendendo la loro relazione, Sadie incontra la famiglia di Cole, mentre trovano il tempo l'uno per l'altro tra e durante le sue missioni.

## Produzione

### Sviluppo
Nell'agosto 2021 è stato annunciato che Chris Evans e Scarlett Johansson erano in trattativa per interpretare i protagonisti in un film di Dexter Fletcher. Nel dicembre dello stesso anno Johansson abbandonò il progetto e venne sostituita da Ana de Armas. Nei mesi successivi fu annunciata la partecipazione al film di Adrien Brody, Mike Moh, Amy Sedaris, Tim Blake Nelson e Tate Donovan.

### Riprese
Le riprese principali sono avvenute ad Atlanta e Washington tra il febbraio e il maggio 2022.

## Promozione
Il primo trailer del film è stato pubblicato il 6 marzo 2023.

## Distribuzione
Il film è stato distribuito il 21 aprile 2023 sulla piattaforma Apple TV+.

### Edizione italiana
La direzione del doppiaggio è di Alessio Maria Bianchi e i dialoghi italiani sono curati da Cecilia Gonnelli per conto della Dubbing Brothers Int. Italia.

## Accoglienza

### Critica
Sull'aggregatore di recensioni Rotten Tomatoes il film riceve il 19% delle recensioni professionali positive, mentre su Metacritic ha un punteggio di 34 su 100 basato su 29 recensioni.

## Riconoscimenti
- 2023 - Razzie Awards
  - Candidatura al peggior attor protagonista a Chris Evans
  - Candidatura alla peggiore attrice protagonista a Ana de Armas
  - Candidatura alla peggior coppia a Chris Evans e Ana de Armas